# Guglielmo Cartia (generale)
Guglielmo Cartia (Ragusa, 2 febbraio 1865 – Ragusa, 26 maggio 1944) è stato un generale e saggista italiano.

## Biografia
Era figlio di Pietro (1822) e Concetta Manenti (1837), terzogenito della coppia, nato in Via Sant'Anna a Ragusa Superiore. Gli altri fratelli, Luigi e Giovanni, si dedicarono rispettivamente alla finanza e alla politica. Luigi contribuì alla fondazione di un istituto di credito a Ragusa nel 1889, la Banca Popolare Cooperativa, che si trasformò poi, nel 1935, nella Banca Agricola Popolare di Ragusa. Giovanni si dedicò invece all'attività politica; nel 1885 venne eletto sindaco di Ragusa e successivamente deputato al Parlamento italiano nelle legislature del 1909 e 1913.
Guglielmo decise invece di dedicarsi alla carriera militare e, dopo gli studi presso l'Accademia militare di Modena, nel 1896 venne inviato in Africa, da sottotenente di nuova nomina, partecipando alla battaglia di Adua. Quando venne dichiarato l'inizio della prima guerra mondiale, Cartia era di stanza a Rodi, in Grecia, con l'incarico di comandante del 26º Battaglione bersaglieri "Castelfidardo" inquadrato nel 4º Reggimento bersaglieri con il grado di maggiore e nel luglio 1916 rientrò in Italia e venne destinato al comando del 96º Reggimento fanteria sul fronte dell'Isonzo.
A Cartia venne chiesto di ricostruire il Reggimento dopo la decimazione dallo stesso subita nella campagna della battaglia degli Altipiani. Il 9 agosto 1916 ebbe l'ordine di attraversare l'Isonzo mentre la zona veniva bombardata dagli austriaci appostati sulle alture prospicienti il fiume. Onde evitare gravi perdite al suo Reggimento, decise di spostare più a nord la zona di attraversamento, disobbedendo di fatto agli ordini ricevuti, ma salvando la vita a molti dei suoi uomini. La sua scelta, nonostante fosse in contrasto con le superiori direttive, ebbe successo. Invece il 95º Battaglione, il cui comandante aveva seguito gli ordini ricevuti, andò incontro ad una carneficina, A seguito del fatto Cartia si rapportò coi suoi superiori per scongiurare ulteriori inutili spargimenti di sangue.
Guglielmo Cartia fu ferito a Merna e, rifiutando un periodo di congedo, assunse subito il comando del 3º Reggimento bersaglieri. Nell'agosto 1917, promosso generale, gli venne affidato il comando della Brigata meccanizzata "Brescia" e venne destinato all'altopiano della Bainsizza. Nell'assumere il comando si rese conto che la sua unità era in stato di completa anarchia e si adoperò subito per la sua riorganizzazione, ma appena pochi giorni dopo ricevette l'ordine di prendere il posto delle Brigate Venezia e L'Aquila. La Brigata Brescia, in situazioni di grave disagio, resistette per 35 giorni prima di subire la disfatta di Caporetto.
Guglielmo Cartia si distinse specialmente per la tattica militare e per l'attenzione alla psicologia dei soldati e anche per queste sue doti, nel novembre 1917, il generale Alberico Albricci lo volle inquadrare nel II Corpo d'Armata destinato alla spedizione in Francia.
La riorganizzazione del Corpo d'Armata avvenne sul lago di Garda e nell'aprile del 1918 venne inviato a combattere in Francia. Qualche generale francese definì poi i suoi reparti come gli "sbandati di Caporetto".
Dopo lunghi combattimenti e perdite umane, negli ultimi giorni di ottobre 1918, il generale Cartia passò al contrattacco portando i tedeschi alla ritirata. Finito il conflitto, il corpo d'armata italiano fu mandato in Belgio per la vigilanza delle frontiere. Rientrato in Italia, il 9 marzo 1919, il generale Cartia ed i suoi uomini ricevettero a Torino l'omaggio dei compatrioti.
Nel 1931 venne dato alle stampe un libro di memorie dal titolo Da Adua alla Mosa, che ebbe una seconda edizione nel 1933, quindi uno sul generale Oreste Baratieri e un altro sulla spedizione in Francia, a cui seguirono altri due saggi su architetture dell'isola di Rodi e sull'Ordine di Malta.

## Opere
- Da Adua alla Mosa, Catania, Spaminato & Sgroi, 1933
- Ancora della riabilitazione di Baratieri, Roma, La Vita Italiana, 1934
- La battaglia della Marna - 9-14 settembre 1914, 1934
- La rappresentanza del sovrano militare Ordine di Malta a Rodi, Catania, F. Strano, 1939
- Le vetriate della nuova Chiesa di San Giovanni in Rodi, Catania, F. Strano, 1939

## Onorificenze
- Cavaliere dell'Ordine militare d'Italia[7]